# La Celsa
La Celsa fue un antiguo poblado chabolista de Madrid, conocido por ser uno de los mayores centros de distribución de droga de la capital.
Situado al sur de la carretera de Villaverde a Vallecas, en torno al kilómetro 3.5 de la misma, se separaba de Mercamadrid por la autopista de circunvalación M-40. Pertenecía administrativamente al distrito de Puente de Vallecas, y tenía como zona urbanizada más próxima el Pozo del Tío Raimundo, desde donde vinieron algunos de sus pobladores cuando comenzaron a ser desalojados de allí por la policía.
La zona, que tomaba su nombre de una antigua fábrica de Cerámicas Celsa junto a la que se situaron las chabolas, se fue degradando poco a poco, llegando a convertirse, en la década de los 90, en uno de los principales puntos de venta de droga de la Comunidad de Madrid, junto con el próximo poblado de La Rosilla.
El 13 de diciembre de 1994 los Reyes de España visitaron la zona, contribuyendo a ponerla en el mapa y a iniciar una conversación sobre los efectos de la droga en la misma. Así, el barrio fue desmantelado en 1999, y actualmente en sus terrenos se encuentra el Centro Integrado de Formación Profesional Profesor Raúl Vázquez, así como una serie de Viviendas de Protección Oficial promovidas por la Empresa Municipal de Vivienda y Suelo de Madrid.
Asimismo, se está realizando en dicho ámbito la ampliación norte de Mercamadrid y el acondicionamiento del Parque Forestal de Entrevías.